# Бивио Галинаро (Фрозиноне)
Бивио Галинаро је насеље у Италији у округу Фрозиноне, региону Лацио.
Према процени из 2011. у насељу је живело 26 становника. Насеље се налази на надморској висини од 469 м.